# فضاء حجري زوجي
في الرياضيات وخصوصًا الطوبولوجيا، الفضاء الحجري الزوجي (pairwise Stone space) هو فضاء ثنائي الطوبولوجي {\displaystyle \scriptstyle (X,\tau _{1},\tau _{2})} حيث إنه عبارة عن متراصة زوجية وفضاء هاوسدورف زوجي و بعد صفري زوجي.
تعد الفضاءات الحجرية الزوجية نسخة ثنائية الطوبولوجي من الفضاءات الحجرية.
إن الفضاءات الحجرية الزوجية ذات ارتباطٍ وثيق بالفضاءات الطيفية.
المسألة: إذا كان {\displaystyle \scriptstyle (X,\tau )} فضاءً طيفيًا، فإن {\displaystyle \scriptstyle (X,\tau ,\tau ^{*})} عبارة عن فضاء حجري زوجي، حيث {\displaystyle \scriptstyle \tau ^{*}} هي طوبولوجيا دو جروت الثنائية لـ{\displaystyle \scriptstyle \tau } . وعلى النقيض، إذا كان {\displaystyle \scriptstyle (X,\tau _{1},\tau _{2})} فضاءً حجريًا زوجيًا، فإن كلاً من {\displaystyle \scriptstyle (X,\tau _{1})} و{\displaystyle \scriptstyle (X,\tau _{2})} فضاءات طيفية.